# Dansk Skolesløjd
Dansk Skolesløjd betegner en metodisk retning for sløjdundervisning i perioden 1886-1978. 
Dansk Skolesløjd er knyttet til Dansk Sløjdlærerskole i København, som blev grundlagt af Aksel Mikkelsen i 1886. Oprindelig blev retningen kaldt den Mikkelsenske Sløjd, senere officielt Dansk Sløjd; men den mest udbredte betegnelse er Dansk Skolesløjd.
Den anden metodiske retning var Askov Skolesløjd, som blev grundlagt af Søren Meldgaard samme år.
Dansk Skolesløjd (blad) var navnet på det tidsskrift, som Dansk Sløjdlærerforening udgav.

## Dansk Skolesløjds kendetegn
I Dansk Skolesløjd betragtedes saven som det primære redskab, og al sløjdundervisning begyndte med savemodeller, hvor der ikke var brugt høvl og da slet ikke fil eller sandpapir, som var bandlyst, og det var heller ikke tilladt at male produkterne, for man måtte ikke skjule fejlene. Det gamle skrækbillede, der er blevet stående, er af drenge, der saver i takt med rammesave, sådan som drengen i sløjdlærerskolens logo; men alting skal tages med et gran salt.

## Værktøjshandelen
Under Dansk Skolesløjd bør nævnes Dansk Sløjdlærerskoles Værktøjshandel, som havde et værksted til fremstilling af høvlebænke og værktøj i børnestørrelse, hvor der var taget hensyn til venstrehåndede. Det blev nedlagt i 1990'erne. Blandt produkterne var høvle i børnestørrelse med symmetrisk horn, som var ens at holde på for både højre- og venstrehåndede, og rammesave i børnestørrelse samt den berømte sløjdhøvlebænk, kolonnehøvlebænken, som Mikkelsen udviklede med bænkdupper i begge sider af hensyn til venstrehåndede.
Værktøjshandelen havde en stabil historie med tradition og indlevelse. Da den første leder, Bendix Pedersen, døde i 1941, afløstes han af sin søn Kai Pedersen (1900-1967), der havde været medarbejder siden 1934, og efter ham fulgte hans søn Tage Pedersen. Efter ham fulgte Eric Aabrandt, der blev den sidste leder inden nedlæggelsen.

## Sammenlægningen
I 1978 blev Sløjdlærerforeningen af 1902 (som repræsentant for Askov Skolesløjd) og Dansk Sløjdlærerforening (som repræsentant for Dansk Skolesløjd) forenet til én forening, Danmarks Sløjdlærerforening, og en mangeårig metodisk strid kunne bilægges.